# Campionati italiani di società (triathlon)
La Federazione Italiana Triathlon stila annualmente una classifica a punti per società che assegna il Campionato italiano di società. 
Fino al 2005 esistevano diversi campionati per società: Campionato italiano società triathlon (maschile e femminile), e Campionato italiano società duathlon (maschile e femminile).

## Albo d'oro
| Edizione | Anno | Oro                   | Argento              | Bronzo                |
| -------- | ---- | --------------------- | -------------------- | --------------------- |
| I        | 2006 | Friesian Team         | Torino 3             | Minerva Roma          |
| II       | 2007 | Torino 3              | Fumanetri Zenage     | Friesian Team         |
| III      | 2008 | T.d. Rimini           | Torino 3             | Minerva Roma          |
| IV       | 2009 | T.d. Rimini           | Torino 3             | Padova Triathlon      |
| V        | 2010 | T.d. Rimini           | Torino 3             | Padovanuoto Tri       |
| VI       | 2011 | T.d. Rimini           | Minerva Roma         | A.s.d. Torino Triath  |
| VII      | 2012 | Minerva Roma          | T.d. Rimini          | Canottieri Napoli     |
| VIII     | 2013 | Minerva Roma          | T.d. Rimini          | Canottieri Napoli     |
| IX       | 2014 | Minerva Roma          | Padovanuoto Dynamica | Canottieri Napoli     |
| X        | 2015 | Minerva Roma          | Padovanuoto Fidia    | CUS Pro Patria Milano |
| XI       | 2016 | Minerva Roma          | T.d. Rimini          | CUS Parma             |
| XII      | 2017 | Minerva Roma          | CUS Parma            | T.d. Rimini           |
| XIII     | 2018 | Minerva Roma          | CUS Parma            | Raschiani Tri Pavese  |
| XIV      | 2019 | Minerva Roma          | Raschiani Tri Pavese | T.d. Rimini           |
| XV       | 2020 | Minerva Roma          | Raschiani Triathlon  | CUS Pro Patria Milano |
| XVI      | 2021 | CUS Pro Patria Milano | Raschiani Triathlon  | Minerva Roma          |
| XVII     | 2022 | Raschiani Triathlon   | Minerva Roma         | Valdigne Triathlon    |
| XVIII    | 2023 | Raschiani Triathlon   | Valdigne Triathlon   | K3 Cremona            |
| XIV      | 2024 | K3 Cremona            | Raschiani Triathlon  | Cuneo1198 MenteCorpo  |

## Medagliere per società
| Società sportiva      | Oro | Argento | Bronzo | Tot. |
| --------------------- | --- | ------- | ------ | ---- |
| Minerva Roma          | 9   | 2       | 3      | 14   |
| T.d. Rimini           | 4   | 3       | 2      | 9    |
| Raschiani Triathlon   | 2   | 3       | 0      | 5    |
| Torino 3              | 1   | 4       | 0      | 5    |
| CUS Pro Patria Milano | 1   | 0       | 2      | 3    |
| Friesian Team         | 1   | 0       | 1      | 2    |
| K3 Cremona            | 1   | 0       | 1      | 2    |
| CUS Parma             | 0   | 2       | 1      | 3    |
| Canottieri Napoli     | 0   | 0       | 3      | 3    |
| Raschiani Tri Pavese  | 0   | 1       | 1      | 2    |
| Valdigne Triathlon    | 0   | 1       | 1      | 2    |
| Fumanetri Zenage      | 0   | 1       | 0      | 1    |
| Padovanuoto Dynamica  | 0   | 1       | 0      | 1    |
| Padovanuoto Fidia     | 0   | 1       | 0      | 1    |
| A.s.d. Torino Triath  | 0   | 0       | 1      | 1    |
| Padova Triathlon      | 0   | 0       | 1      | 1    |
| Padovanuoto Tri       | 0   | 0       | 1      | 1    |
| Cuneo1198 Mentecorpo  | 0   | 0       | 1      | 1    |